# Puerto de Guadarrama
El puerto de Guadarrama, que culmina en el Alto del León, es un paso de montaña español, que sirve para atravesar la sierra de Guadarrama (perteneciente al sistema Central), comunicando la provincia de Segovia y la Comunidad de Madrid por la carretera de La Coruña (N-6).
Este puerto tiene una altitud de 1511 metros en la carretera nacional 6. Está entre la localidad de San Rafael (en la vertiente segoviana) y la de Guadarrama (en la vertiente madrileña), y orográficamente entre los picos de Cabeza Líjar (1824 m) y La Peñota (1945 m), en la ladera sur del Cerro de la Sevillana (1556 m).

## Historia

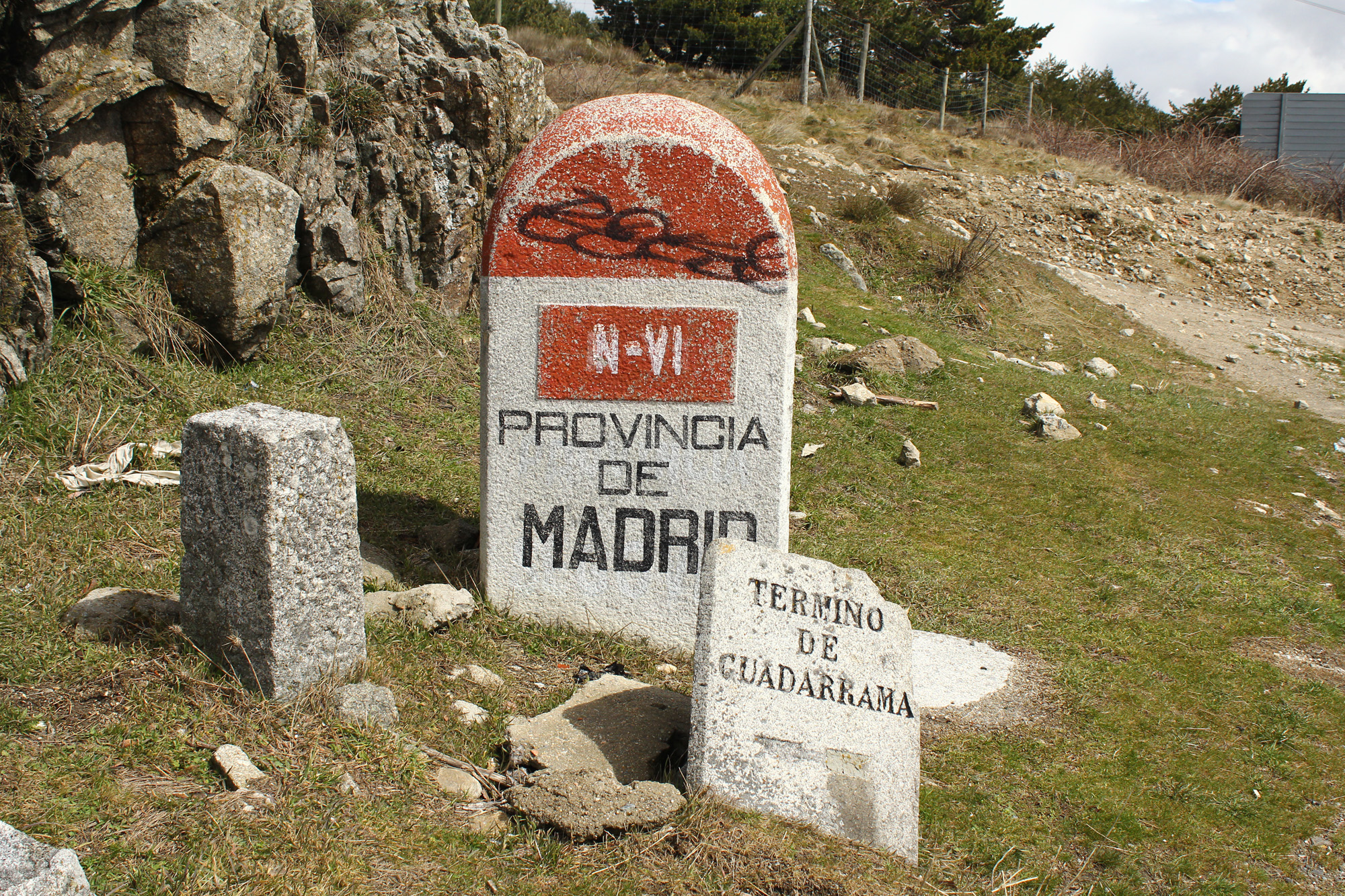
Mojón en el puerto.

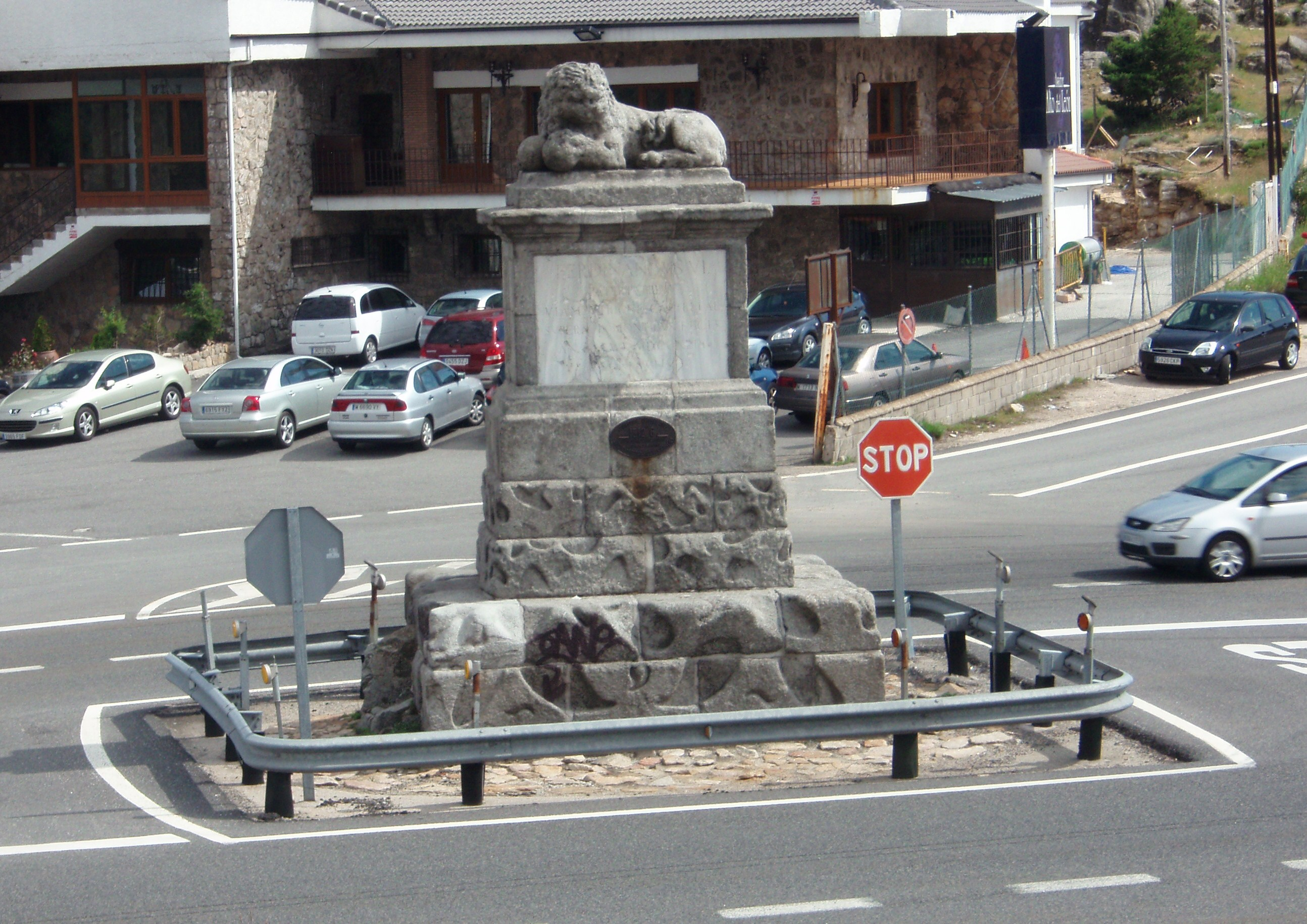
Estatua del león, en el alto del Puerto.

Este puerto es uno de los más importantes de la sierra de Guadarrama, usado desde tiempos del Imperio romano, aunque posteriormente se usó más el Collado del Arcipreste de Hita, de similar altitud a unos 1600 metros al noreste (en línea recta). El puerto lleva oficialmente el nombre de Guadarrama porque es el principal paso sobre la sierra homónima. También recibe el nombre de «Alto del León» por la estatua de un león de piedra que hay en su cima desde el siglo XVIII.
Las ideas de la Ilustración que trajeron los primeros reyes de la Casa de Borbón y el desarrollo interior que consiguieron los proyectos reformistas de sus ministros se tradujeron en la sierra de Guadarrama en la apertura de este puerto, en la mejora en las vías de comunicación y en el embellecimiento de los caminos.
La apertura de dicho puerto fue una respuesta a la continua búsqueda de nuevas vías que hicieran posible el tránsito de la sierra y así, durante el reinado de Fernando VI (1746-1759) y dentro del "Proyecto Económico" del Ministro de la Moneda y Comercio, Bernardo Ward, se comenzó a construir en 1749 un nuevo camino pavimentado desde Madrid que cruzaba la sierra por el antiguo puerto de Guadarrama (también conocido como puerto Berrueco o paso de Tablada (Valathome tras la Reconquista), que era en realidad el actual, que hasta entonces no era más que un camino intransitable que se remontaba a época romana. Así se abría un paso totalmente necesario y de una importancia vital que unía la mitad norte de la península ibérica con la mitad sur, que hasta entonces, se realizaba por el vecino puerto de la Fuenfría en Cercedilla y posteriormente por el puerto de Navacerrada y que no resultara tan práctico como se esperara.

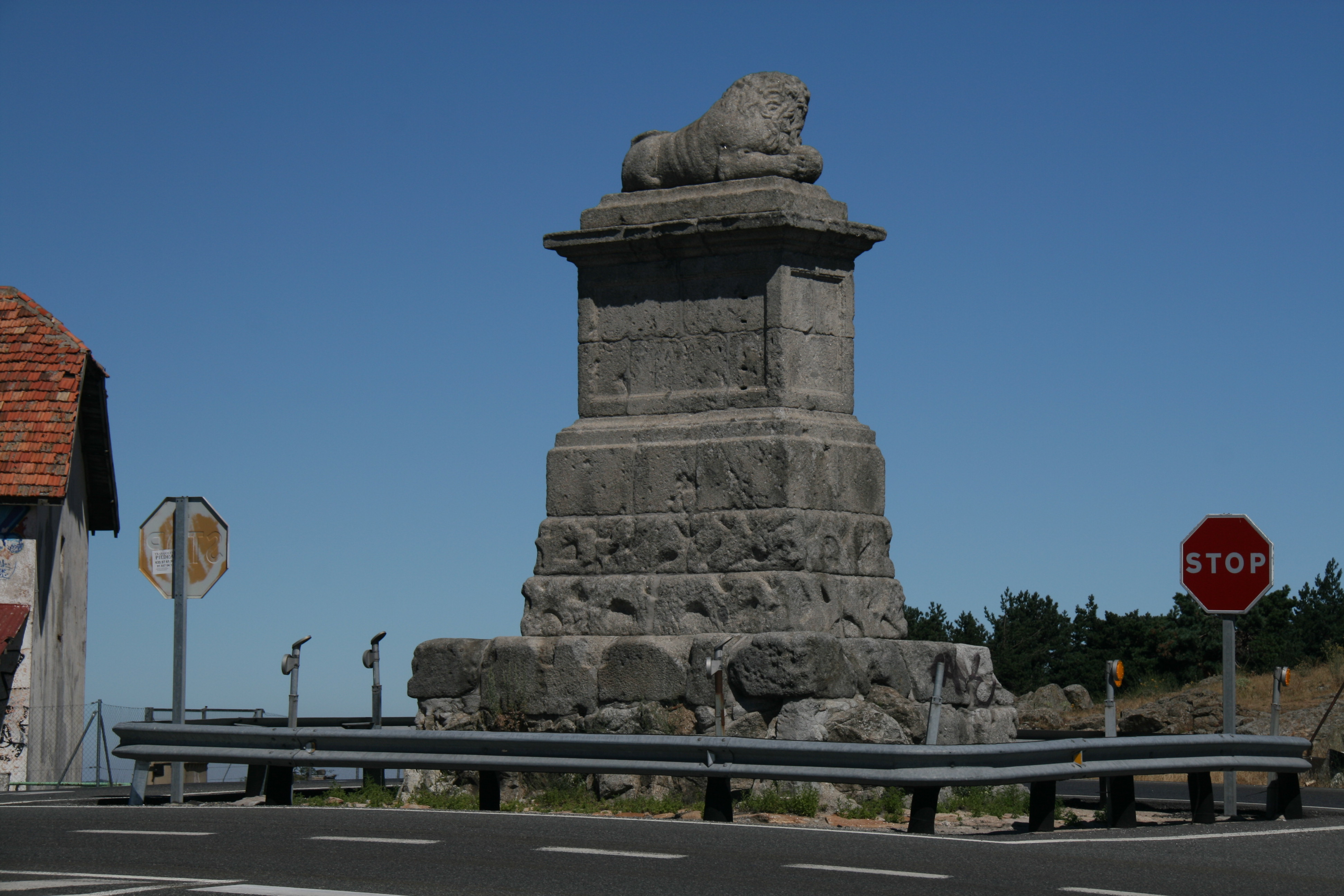
Detalle del Monumento del león en la cumbre del puerto.

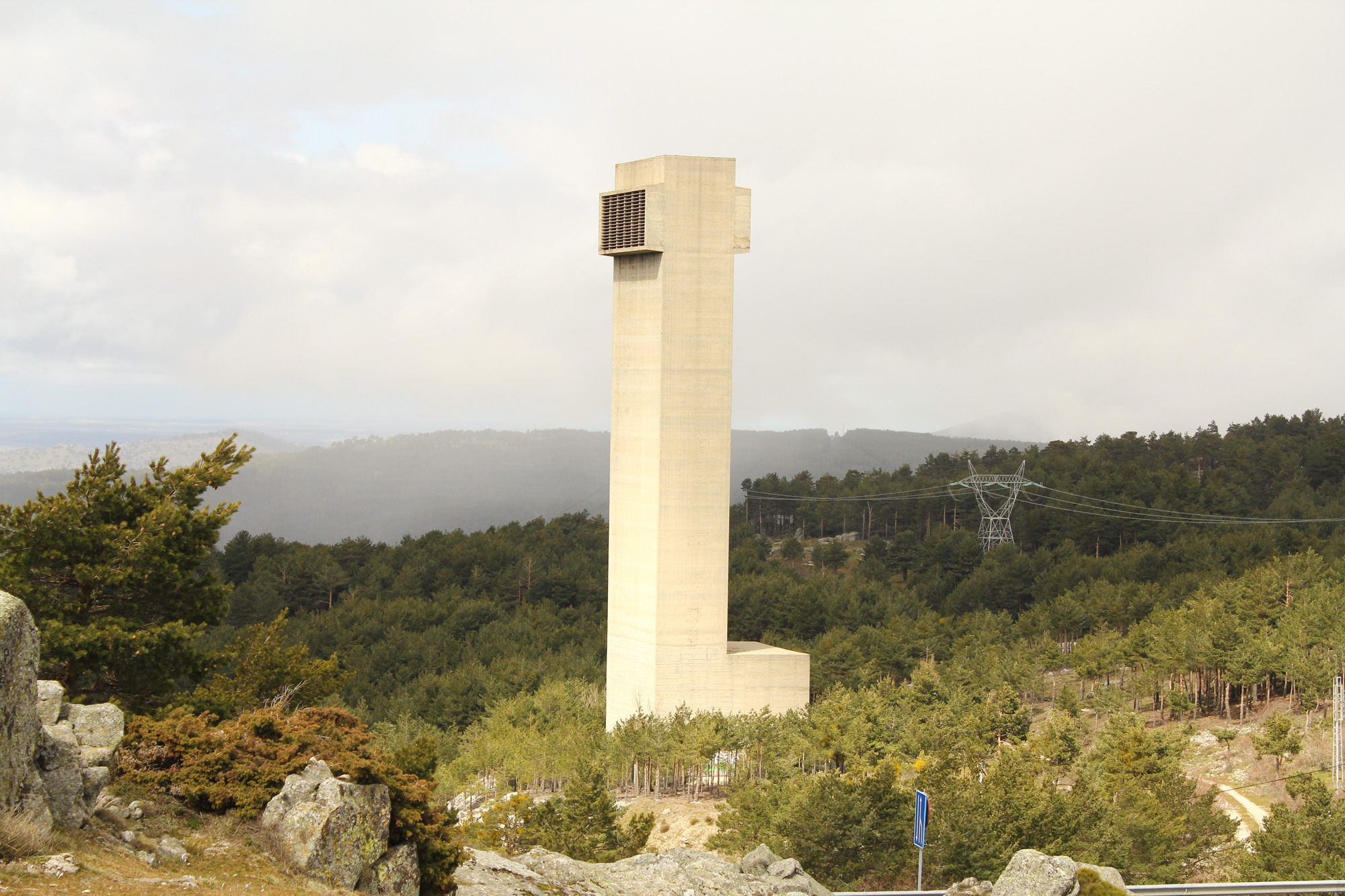
Torre de ventilación de los túneles de Guadarrama.

Cuando se finalizaron los duros trabajos (en tiempos del ministro del rey Marqués de la Ensenada), se erigió el monumento situado en el collado del puerto, lo que le «garantizó» el sobrenombre de «Alto del León» para conmemorar la apertura del puerto de Guadarrama: se trata de un plinto de triple orden sobre el que descansa un león echado y que apoya sus garras sobre dos globos que simbolizan la hegemonía de España sobre los dos mundos (Europa y América). Debido a esta estatua del monumento el puerto pasó a ser conocido como «Alto del León». También en dicho monumento el rey mandó realizar la siguiente inscripción latina (con su traducción):

"Ferdinandus VI pater

patriae viam utrique castellae

Superatir motibus fecit an

Sallutis MDCCXLIX Regni sui IV"

(Fernando VI, padre

de la Patria, el camino para ambas Castillas

por encima de los montes hizo, el año 

de nuestra salvación 1749, IV de su reinado)

Este nuevo camino abierto en el siglo XVIII es la actual carretera nacional 6 Madrid-La Coruña.
En 1888, tras cuatro años de trabajos de perforación, se consiguió atravesar por primera vez el Sistema Central por la sierra de Guadarrama bajo el puerto de Guadarrama a través del túnel ferroviario de Tablada de la línea Villalba-Segovia-Medina del Campo, el cual comunica Castilla y León y la Comunidad de Madrid respectivamente entre Gudillos (El Espinar) y Tablada (Guadarrama) y por el que actualmente presta servicio la línea 53 de Media Distancia Segovia-Madrid.
Tras la sublevación militar de julio de 1936 que desembocó en la guerra civil española, el sur de Castilla (Castilla la Nueva) quedó en zona republicana y el norte (Castilla la Vieja) bajo el control de las tropas sublevadas. En este contexto las tropas de ambos bandos se encontraron en el puerto de Guadarrama y su entorno, donde tuvo lugar la batalla de Guadarrama, que acabó con la toma del Alto del León por las tropas sublevadas pero sin conseguir estas el avance hacia Madrid. Ello produjo el asentamiento del frente a lo largo de la cordillera de la sierra de Guadarrama y su fortificación, un estancamiento que duró hasta el final de la contienda. Debido a la toma del puerto por las tropas sublevadas provenientes de Castilla, el Gobierno franquista cambió su denominación oficialmente a Alto de los Leones de Castilla, denominación que fue oficialmente eliminada en el año 2000 restableciendo la tradicional denominación de Alto del León, pero que aún continúa en el habla de las poblaciones de la zona como Alto o puerto de los Leones. Hoy en día aún se conservan en muy buen estado restos de estas fortificaciones en todo el entorno de la sierra, las cuales están protegidas como Bien de Interés Cultural.
En 1963 y 1972, grandes obras de ingeniería permitirían perforar nuevamente el macizo montañoso con sendos túneles carreteros, facilitando espectacularmente el tránsito rodado por la actual autopista AP-6. El 4 de diciembre de 1963 se abrió el primer túnel, hoy reversible, bajo concesión a Canales y Túneles, S. A. cuando la carretera N-6 era de una sola calzada, constituyendo junto con su variante de acceso, la primera carretera de peaje de España. En 1972, quedaría horadado el segundo tubo, cuando se amplió la autopista hasta Adanero, (entonces aún sentido Alto del Cristo del Caloco y posteriormente a Villacastín). El 30 de marzo de 2007 se abrió a la circulación un tercer túnel construido para albergar un nuevo sentido Las Rozas, dejando el túnel más antiguo de carácter reversible.